# Stenocereus yunckeri
Stenocereus yunckeri ist eine Pflanzenart aus der Gattung Stenocereus in der Familie der Kakteengewächse (Cactaceae). Das Artepitheton yunckeri ehrt den US-amerikanischen Botaniker Truman George Yuncker.

## Beschreibung
Stenocereus yunckeri wächst baumförmig mit zahlreichen verzweigten, aufsteigenden oder aufrechten, kräftigen Trieben und erreicht Wuchshöhen von bis zu 10 Meter. Es wird ein deutlicher Stamm mit einem Durchmesser von bis zu 35 Zentimeter ausgebildet. Die neun, weit voneinander entfernt stehenden, scharfkantigen Rippen sind im Querschnitt breit dreieckig. Die auf ihnen befindlichen kleinen, dunkelbraunen Areolen sind kahl und stehen 8 bis 15 Millimeter voneinander entfernt. Der einzelne Mitteldorn ist grau und nur um weniges länger als die Randdornen. Die meist sechs Randdornen sind grau und 3 bis 15 Millimeter lang.
Über die Blüten und Früchte ist nichts bekannt.

## Verbreitung und Systematik
Stenocereus yunckeri ist in Guatemala und Honduras verbreitet.
Die Erstbeschreibung als Cereus yunckeri erfolgte 1940 durch Paul Carpenter Standley. Paul V. Heath stellte die Art 1996 in die Gattung Stenocereus. Ein weiteres nomenklatorisches Synonym ist Rathbunia yunckeri (Standl.) P.V.Heath (1992).

## Nachweise